# CBS News 24/7
CBS News 24/7，前称“CBS新闻流媒体网络”（CBS News Streaming Network，简称CBSN）、“CBS News”，是美国维亚康姆CBS开设的一个网络电视新闻频道，由CBS新闻和CBS互动共同运营。该频道于2014年11月6日以“CBSN”为名上线，2022年1月24日改为“CBS News”，2024年4月改为现名。
频道通过cbsnews.com网站、自家新闻客户端和Apple TV、Amazon Fire TV等OTT平台播放。同时，该频道还推出了多个地区版本，由当地的CBS分台制作本地新闻节目。